# Władysław Tempka
Władysław Tempka (ur. 22 sierpnia 1889 w Krakowie, zm. 12 czerwca 1942 w Auschwitz-Birkenau) – polski prawnik, działacz Polskiego Stronnictwa Chrześcijańskiej Demokracji, jeden z przywódców Stronnictwa Pracy, poseł na Sejm II i III kadencji II RP, współpracownik Wojciecha Korfantego.

## Życiorys

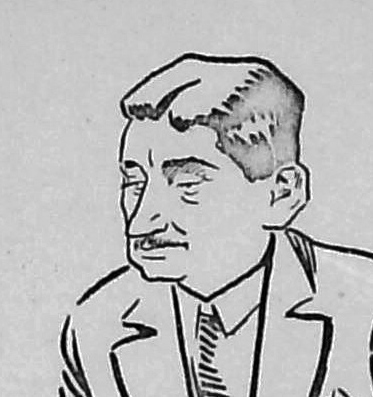
Karykatura z 1931 roku

Urodził się 22 sierpnia 1889 w Krakowie, w rodzinie Błażeja (1845–1896), urzędnika, i Heleny z Nowakowskich (1855–1936), nauczycielki. Miał trzech braci. Dwóch spośród braci to: Zygmunt – aktor, reżyser i publicysta oraz Tadeusz - lekarz internista i hematolog. Gdy miał 7 lat, zmarł mu ojciec, co znacznie pogorszyło warunki bytowe rodziny. Ukończył szkołę elementarną oraz Gimnazjum św. Jacka w Krakowie, podjął studia prawnicze na Uniwersytecie Jagiellońskim. Uzyskał stopień doktora prawa.
Po studiach powołano go do służby w armii austriackiej. Po powstaniu Legionów Polskich wstąpił do nich, uczestniczył w wojnie polsko-bolszewickiej w 1920 roku. Legiony opuścił w stopniu majora. Odznaczony trzykrotnie Krzyżem Walecznych.
W 1921 uczestniczył z bratem Zygmuntem w akcji plebiscytowej na Górnym Śląsku, szczególnie w Królewskiej Hucie (obecnie Chorzów). 
W 1924 został sędzią Sądu Grodzkiego w Królewskiej Hucie, zamieszkał przy ul. Wolności 40. Rok później uzyskał wpis na listę adwokacką i został notariuszem.
W 1925 współzałożyciel Kasyna Polskiego, organizacji społecznej polskiej inteligencji. Podczas akcji plebiscytowej zetknął się z Wojciechem Korfantym. Wstąpił do Polskiego Stronnictwa Chrześcijańskiej Demokracji (PSChD).
W 1928 z listy PSChD został wybrany z okręgu Królewska Huta - Świętochłowice, posłem do Sejmu. Zdecydowany przeciwnik sanacji, z powodów politycznych odebrano mu uprawnienia notarialne.
W 1930 w wyborach komunalnych w Królewskiej Hucie, kierowany przez niego Katolicki Blok Ludowy wywalczył aż pięć miejsc w Radzie Miejskiej Królewskiej Huty, podczas gdy poprzednio miał tylko jednego radnego. W wyborach do Sejmu Śląskiego, KBL wywalczył aż 13 mandatów poselskich. W sierpniu 1930 po rozwiązaniu przez władze sanacyjne Sejmu RP oraz Sejmu Śląskiego, aresztowano i osadzono w Brześciu przywódcę śląskiej chadecji Wojciecha Korfantego.
Organizator akcji poparcia dla Korfantego, inicjator scalenia śląskiej chadecji z centralą PSChD. Doprowadził do uwolnienia Korfantego oraz jego wyboru na prezesa Zarządu Głównego PSChD.
W przedterminowych wyborach w listopadzie 1930 roku wybrany posłem na Sejm III kadencji, następnie wiceprezesem klubu poselskiego PSChD. W kwietniu następnego roku wybrany został w skład Zarządu Głównego, a rok później także do Rady Naczelnej partii.
Zorganizował zjednoczeniowy zjazd chadeckiego Narodowego Związku Powstańców i Byłych Żołnierzy oraz Związku Obrońców Śląska, współpracującego z Narodową Partią Robotniczą. Po zjednoczeniu, organizacja przyjęła nazwę Związek Powstańców i Byłych Żołnierzy; został wybrany jego prezesem, natomiast Wojciecha Korfantego wybrano prezesem Rady Naczelnej.
W 1936 roku po wyjeździe Korfantego do Czechosłowacji, zorganizował naradę liderów PSChD i NPR w czeskich Palkowicach, a następnie doprowadził do kongresu zjednoczeniowego, na którym powołano Stronnictwo Pracy. Wybrano go jego wiceprezesem.
W 1938 roku zwolennicy sanacji doprowadzili do jego aresztowania wraz z trzema redaktorami chadeckiego pisma „Polonia”, wśród których znajdował się także syn Korfantego Zbigniew. Sąd Okręgowy w Chorzowie uniewinnił ich wszystkich.
Po wybuchu II wojny światowej, decyzją podjętą wraz z gen. Sikorskim przeniesiono siedzibę władz Stronnictwa Pracy do Lwowa. W drodze do Lwowa trafił do zgrupowania gen. Kleeberga, następnie zaś do niemieckiej niewoli.
Uciekł z transportu jeńców, zamieszkał w Krakowie, gdzie otworzył kancelarię adwokacką. W konspiracji został przywódcą Komitetu Międzypartyjnego Stronnictwa Pracy, Polskiej Partii Socjalistycznej, Stronnictwa Narodowego i Stronnictwa Ludowego.
W kwietniu 1940 aresztowany przez gestapo i osadzony w obozie koncentracyjnym Auschwitz-Birkenau. Zmarł 12 czerwca 1942 roku, rozstrzelany wraz z grupą 40 więźniów.

## Literatura
- Jacek Czajowski, Jacek M. Majchrowski: Sylwetki polityków drugiej Rzeczypospolitej. Kraków: Wydawnictwo ZNAK, 1987. ISBN 83-7006-170-2.